# Rajnath Singh
Rajnath Singh (Bhabhaura, 10 luglio 1951) è un politico indiano.
Dal 26 maggio 2014 è ministro dell'Interno del Governo di Narendra Modi. Nel 2003 e 2004 è stato ministro dell'Agricoltura nel governo Atal Bihari Vajpayee.